# Beauprea balansae
Beauprea balansae är en tvåhjärtbladig växtart som beskrevs av Brongn. & Gris. Beauprea balansae ingår i släktet Beauprea och familjen Proteaceae. Inga underarter finns listade i Catalogue of Life.